# 2x2x1魔術方塊

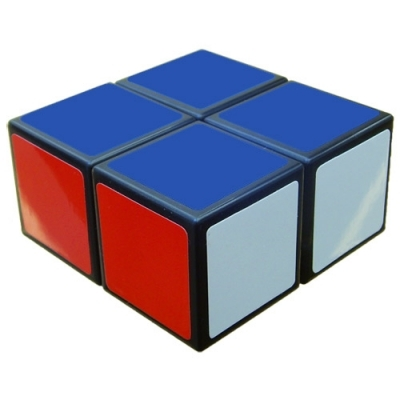
2x2x1魔術方塊

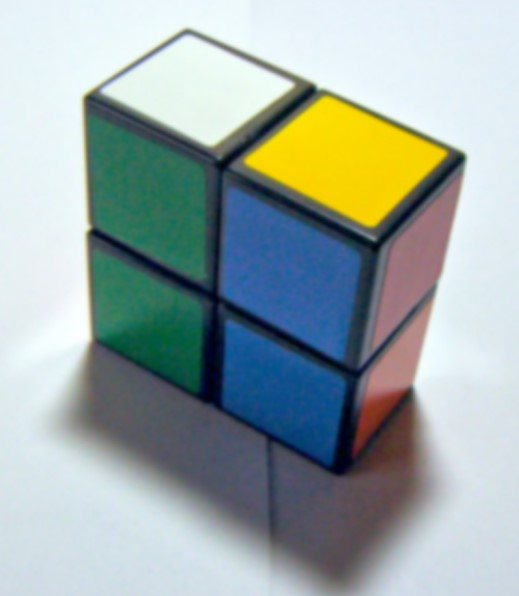
打乱的2x2x1魔方

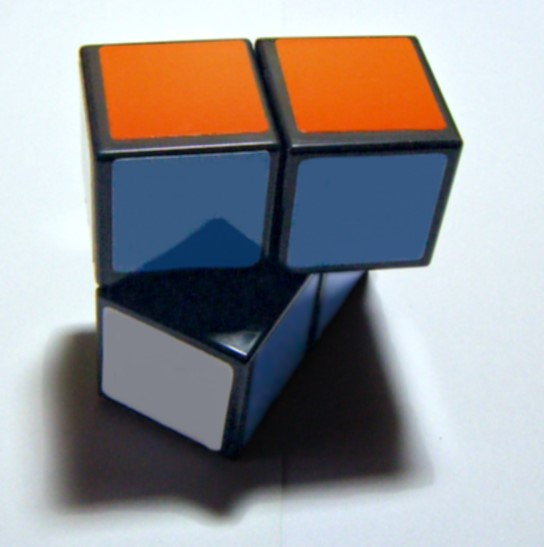
转动中的2x2x1魔方

2x2x1魔術方塊是二階魔術方塊的變形。他的外型就是只有一層的二階魔術方塊，它的結構類似於二階魔術方塊，可以在網路交易購得，也可以自己製作。這個魔術方塊隨意轉能轉回來的機率約為17%，幾乎可以說是最簡單的魔術方塊。

## 變化
| 轉動的 次數 | 能產生的變化 |
| ----------- | ------------ |
| 0           | 1            |
| 1           | 2            |
| 2           | 2            |
| 3           | 1            |
| 共計        | 6            |

共有6種變換，相較於其他魔術方塊，其實根本沒有難度。

### 使用公式的計算
該方塊有四個角塊，可以任意變換位置，然後以其中一塊為參考點，因此有3! = 6種變化

## 解法
可以使用3x3x1魔術方塊的解來解此種魔術方塊。
其實隨意轉就能轉回此方塊，有時甚至難以打亂，因為隨意轉能轉回來的機率約為17%，且任意組合的2x2x1魔術方塊都可以在3步內還原，幾乎可以說是最簡單的魔術方塊。

## 其他方塊

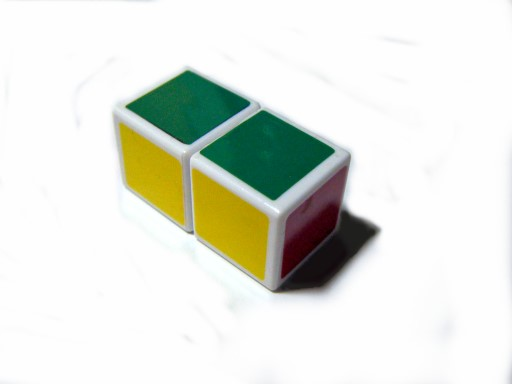
1x1x2魔方

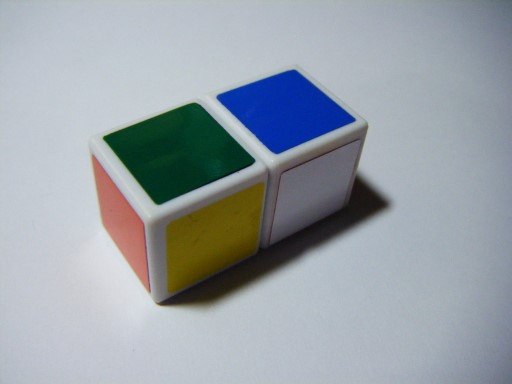
打乱的1x1x2魔方

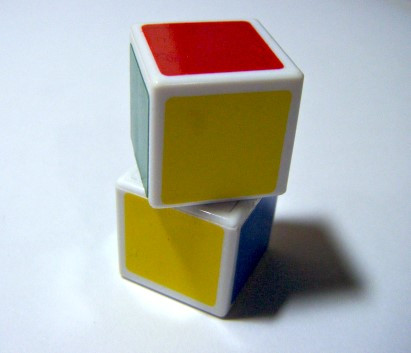
转动中的1x1x2魔方

### 1x1x2魔術方塊
1x1x2魔術方塊，又稱為是一種魔術方塊，他的外型就是只有2個立方體堆在一起，結構只有一個卡榫，任意轉有25%的機率可以轉回來。
1x1x3、1x1x4、1x1x5...等都是相同類型的魔術方塊。
它的變化數可以很簡單的被計算出來
| 轉動的 次數 | 能產生的變化 |
| ----------- | ------------ |
| 0           | 1            |
| 1           | 2            |
| 2           | 1            |
| 3           | 0            |
| 共計        | 4            |

全部只有4種變化狀態。
它只有2個方向可以旋轉。
此扭計骰只要一直向着同一個方向轉便能復原。

## 外部連結
- Meffert（页面存档备份，存于）
- 世界魔方協會官方主頁（页面存档备份，存于）
- 魔方消息最權威的網站（页面存档备份，存于）
- 魔方 free online 3D game
- 解法视频网站（页面存档备份，存于）